# Regime scozzese rettificato
Il regime scozzese rettificato è uno dei riti iniziatici della massoneria anche se spesso è erroneamente considerato come uno dei riti di perfezionamento individuale.

## Storia
Principale ispiratore della nascita del rito fu il massone francese Jean-Baptiste Willermoz. Discendente diretto del rito della Stretta Osservanza templare fondato nel 1756 dal barone Karl Gotthelf von Hund, ne ha assunto molti dei simboli ed i principi cavallereschi e cristiani. 
Le basi ed i rituali del regime scozzese rettificato vennero rettificati durante il congresso di Lione (detto anche congresso delle Gallie) nel 1778 e quello di Wilhelmsbad del 1782. Furono infatti adottati due codici: il "Codice massonico delle logge riunite e rettificate di Francia" (in francese: Code maçonnique des loges réunies et rectifiées de France) ed il "Codice generale dei regolamenti dell'ordine dei cavalieri della città santa". Ancora oggi questi documenti sono il fondamento di tutti i gran priorati del regime scozzese rettificato nel mondo.

## Caratteristiche e struttura
Il sistema gradualistico del regime scozzese rettificato fu inizialmente strutturato in sei gradi. I primi quattro (Apprendista, Compagno d'arte, Maestro libero muratore, Maestro scozzese di Sant'Andrea) sono ordini della muratoria; gli ultimi due (Scudiero novizio, Cavaliere Benficiente della Città Santa -CBCS-) sono ordini cavallereschi.